# كأس جنوب إفريقيا 2012–13
كأس جنوب أفريقيا 2012–13 هو موسم من كأس جنوب أفريقيا. فاز فيه نادي كايزر تشيفز.